# Fumigène

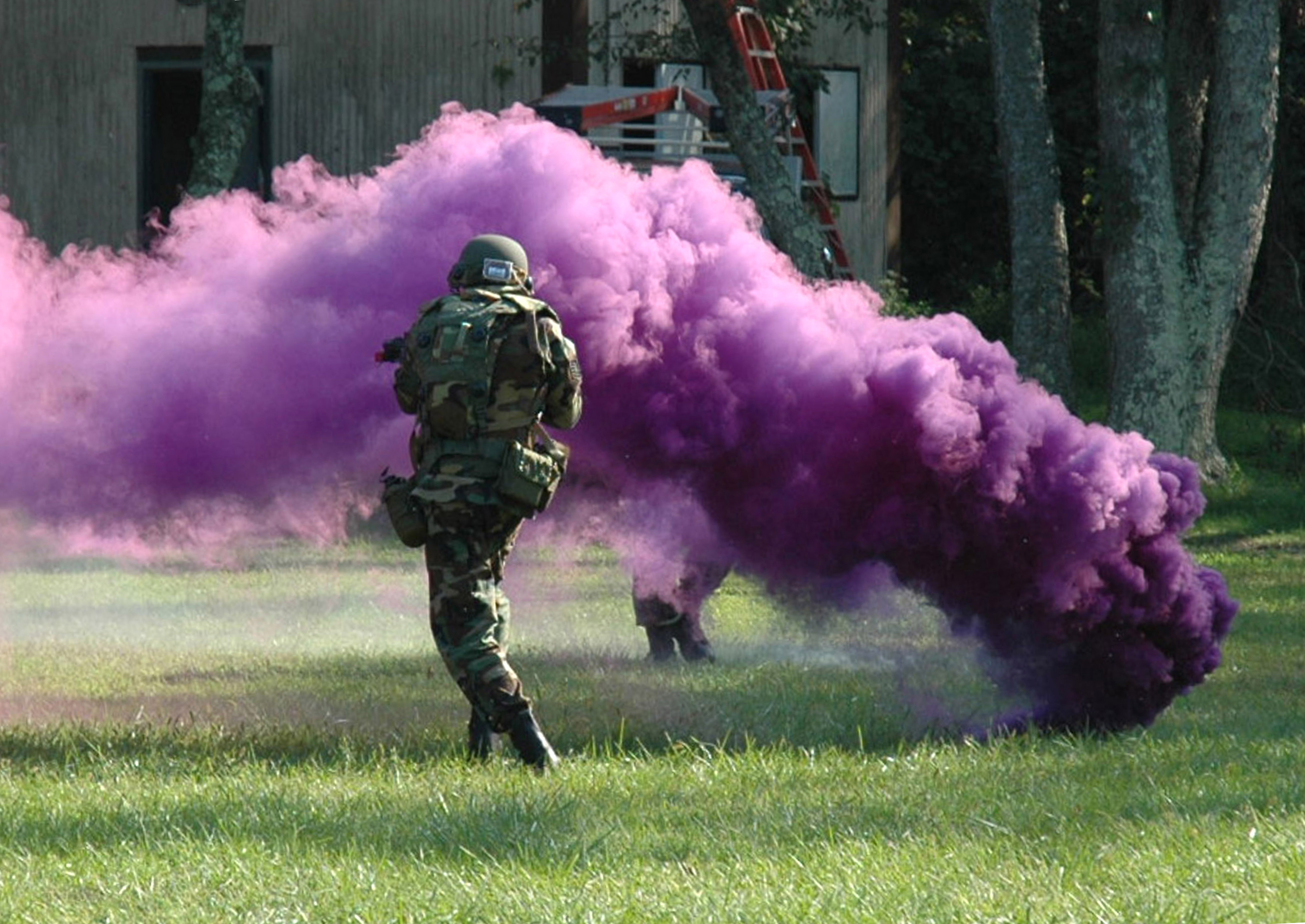
Fumée violette d'une grenade fumigène.

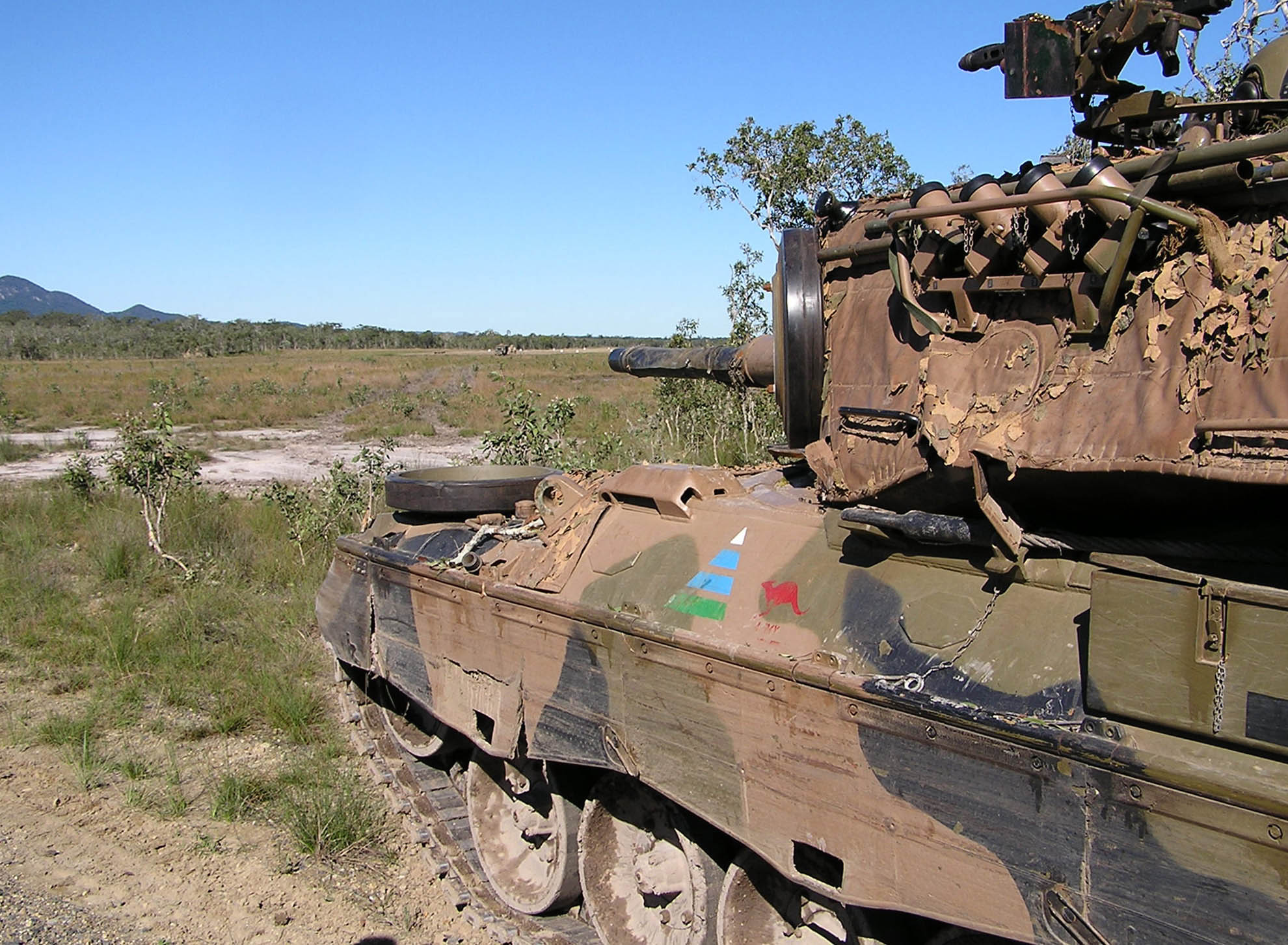
Des tubes à fumigène sont montés sur la plupart des chars de combat modernes afin de leur offrir une couverture visuelle en cas d'attaque.

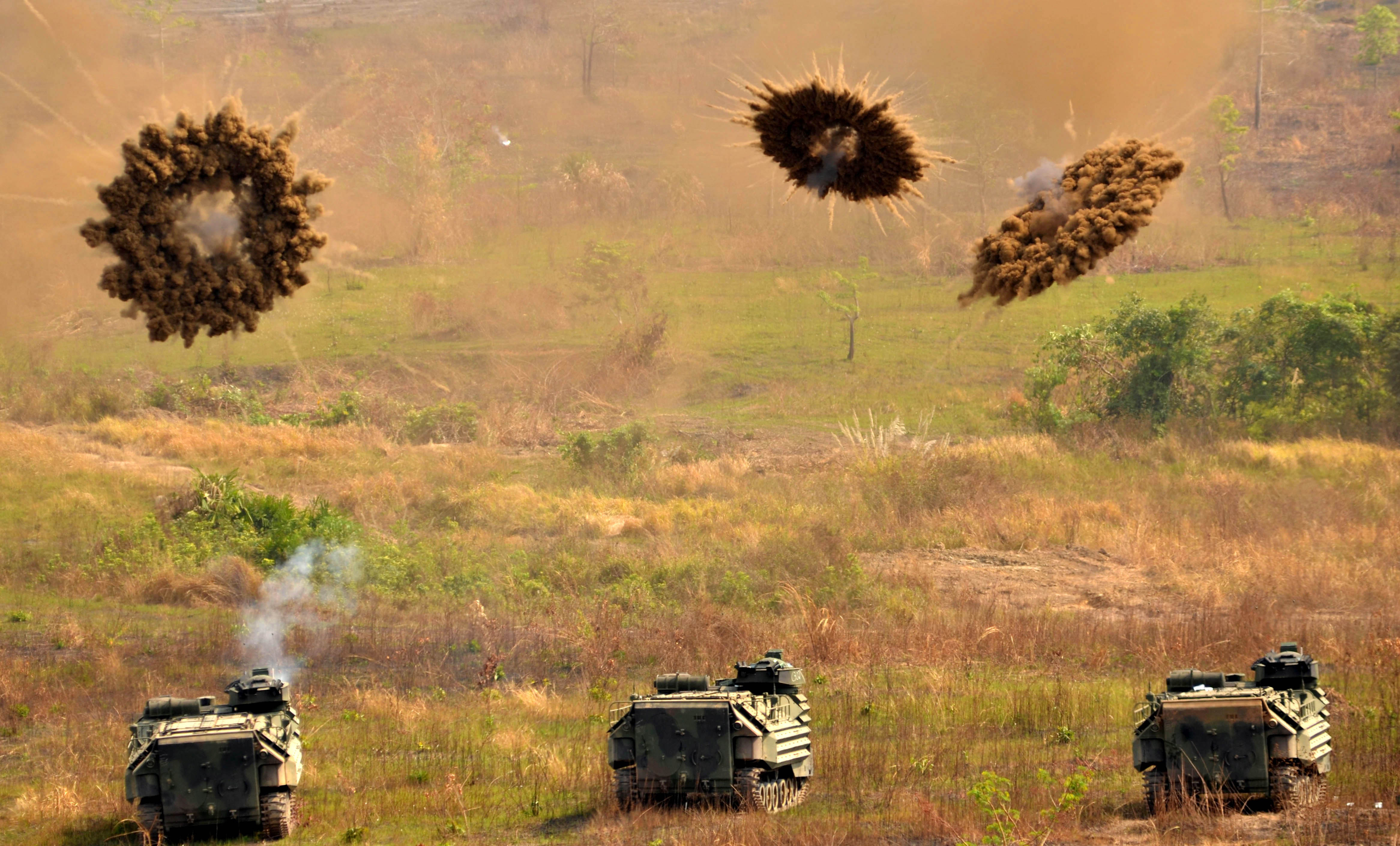
Trois véhicules amphibies d'assaut tirent des grenades fumigènes en l'air

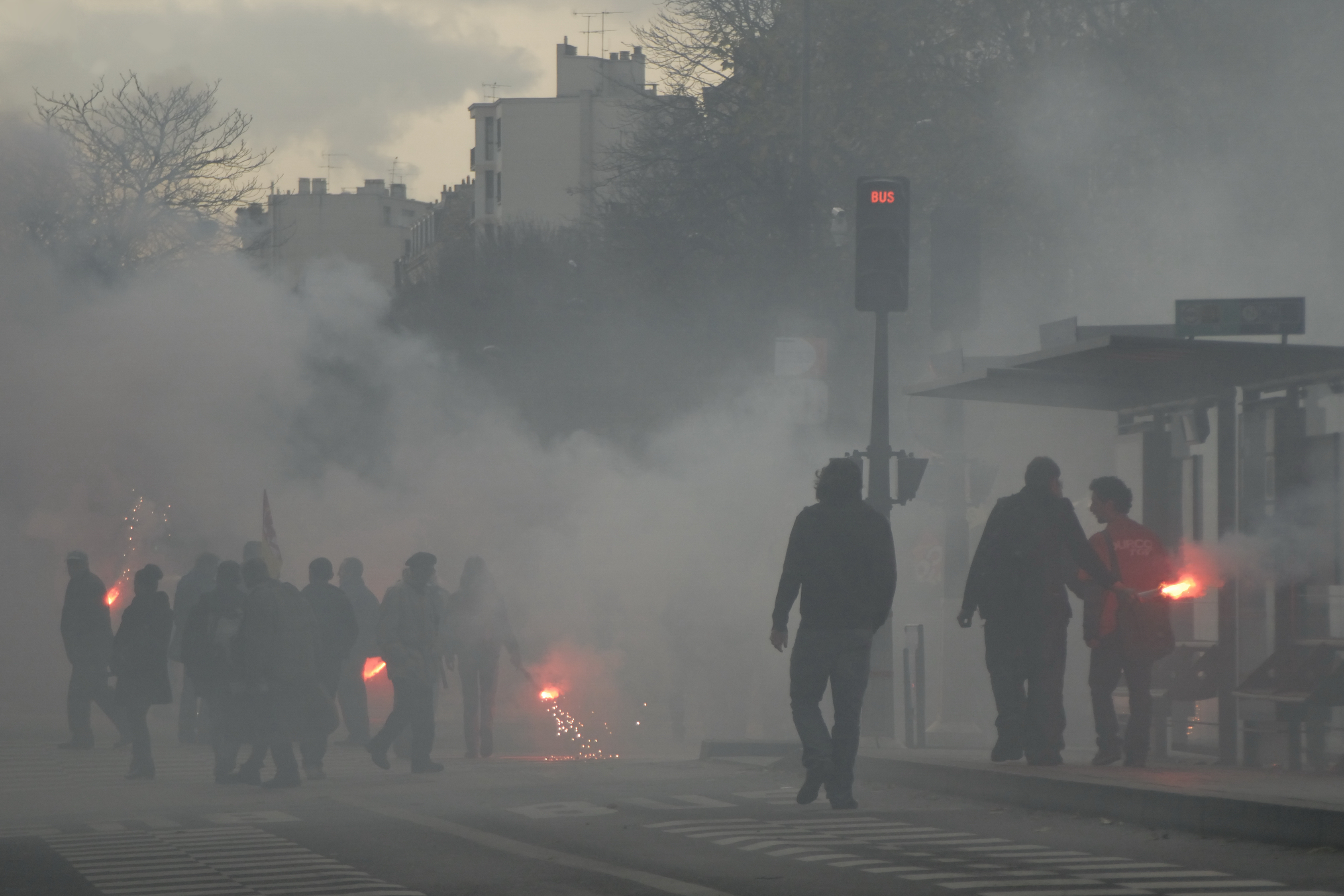
Utilisation civile de fumigènes dans le cadre de manifestations (Paris XIII, novembre 2008)

Un fumigène est un dispositif permettant de « fabriquer » de la fumée. Celle-ci peut être colorée.

## Usage militaire

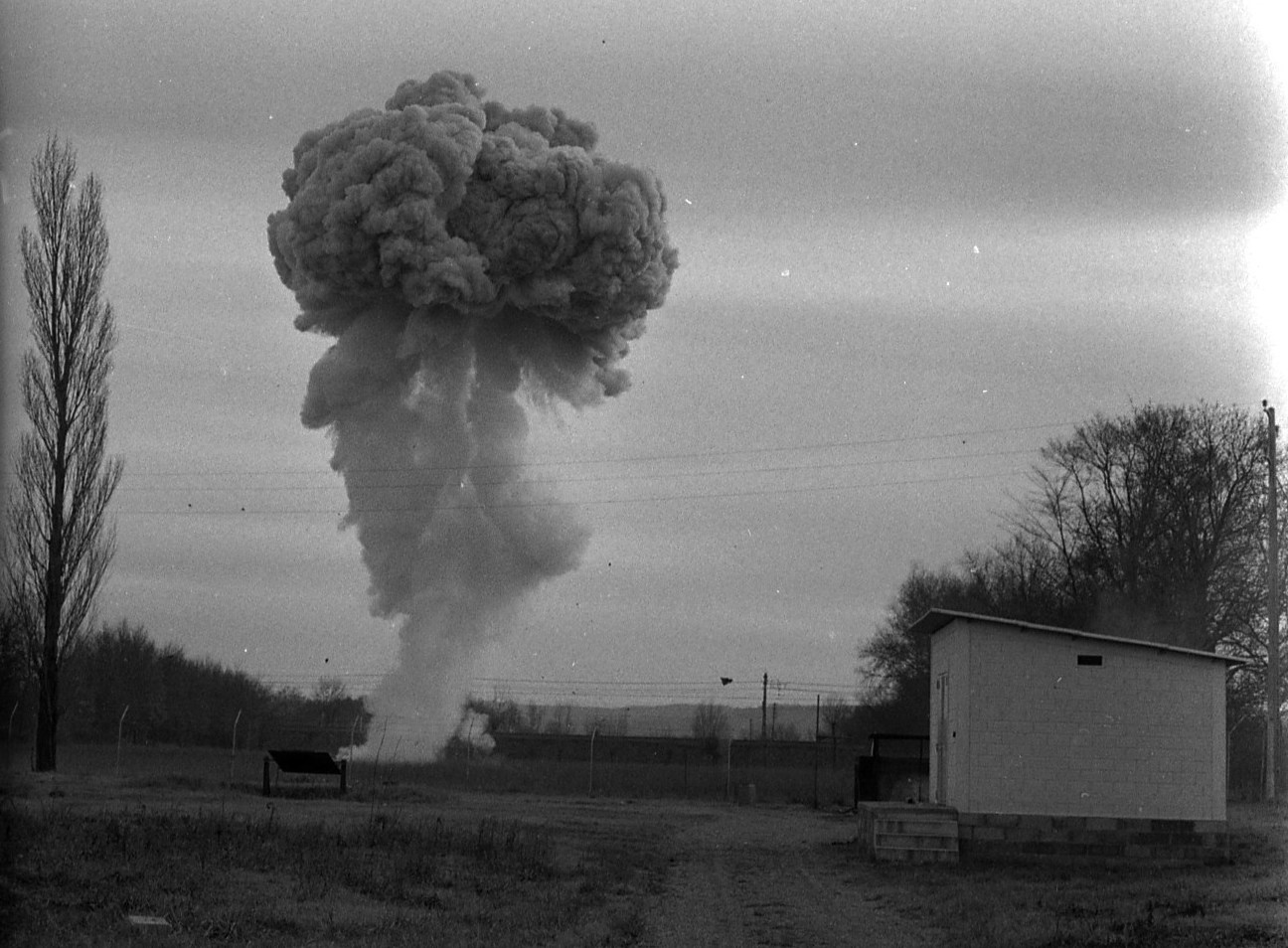
Démonstration d'une grenade à fusil de 50 mm Modèle 1954 F4 Ruggieri, le 22 janvier 1969 à Toulouse.

Les grenades à main, grenades à fusil, obus et bombes fumigènes sont utilisés par l'armée pour cacher à l'ennemi la position et la progression de ses troupes ou pour signaler une zone.
Le 10 septembre 1944, durant la bataille de Metz en Lorraine, les Américains prennent pied sur la rive Ouest de la Moselle dans le secteur d’Arnaville au sud de Metz sous la conduite du colonel Yuill, commandant le Xe Combat Team. Pour la première fois en Europe, l’armée américaine utilise des écrans de fumigènes dans une opération offensive. Le but de l’opération est de masquer la traversée des troupes de la 3e armée sur la Moselle, dans un endroit exposé aux tirs d’artillerie de deux groupes fortifiés tenus par l’armée allemande. Après différentes tentatives, hasardeuses compte tenu des conditions atmosphériques locales, l’opération menée par la 84e Chemical Company est finalement un succès.
Aujourd'hui, toutes les armées du monde sont équipées de fumigènes à usage offensif ou défensif. 

## Usage civil ou domestique
Certains fumigènes peuvent servir à l'extermination d'insectes dans des bâtiments. Dans ce cas, leur utilisation nécessite de retirer tout être humain, animal domestique, nourriture et boisson présents dans les pièces où l'on utilise ces fumigènes. Il existe aussi des fumigènes vendus pour éteindre un feu de conduit de cheminée, si l’incendie se déclare, il suffit de faire brûler le fumigène dans la cheminée pour éteindre le feu.

## Feux de détresse
Le fumigène orange est avec les fusées ou bombe à étoiles rouges un signal de détresse en navigation. En 3e, 2e et 1re catégorie, la liste du matériel de sécurité d'un voilier de plaisance comprend deux fumigènes flottants. Les fumigènes sont particulièrement appréciés des sauveteurs en mer car, contrairement aux signaux parachutes ou aux feux à main, le fumigène dure plus longtemps et est plus visible. Puisqu'il peut être lancé à la mer à proximité du bateau, il présente aussi moins de risques pour l'utilisateur.

## Utilisation dans les stades

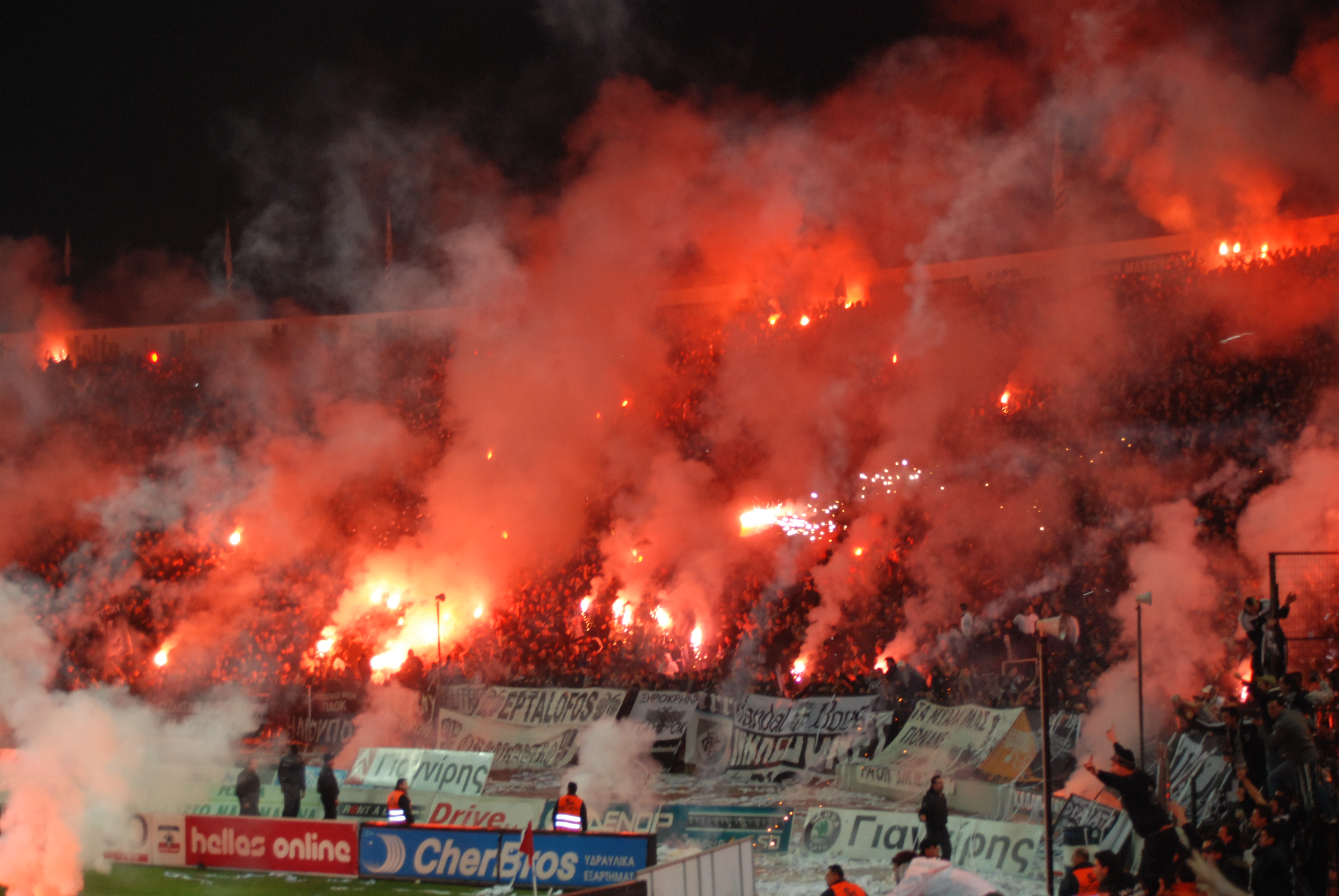
Utilisation de fumigènes par les Ultras du PAOK Salonique.

Les fumigènes, bien qu'interdits dans les enceintes sportives pour des raisons de sécurité, sont régulièrement introduits et utilisés par certains groupes de  supporters ultras dans les stades de football. Leur utilisation entraîne des sanctions financières pour les clubs responsables de supporters fautifs. En France, ces sanctions financières sont versées à la Ligue de football professionnel et couvrent une partie des investissements qui seraient autrement payés indirectement par les clubs.

## Usage personnel
Les fumigènes sont souvent utilisés à des fins récréatives, au même titre que les pétards. Leur fabrication est simple et ils sont souvent fabriqués soi-même, par exemple à partir de balles de ping-pong.

## Composition
Il existe de nombreuses compositions fumigènes. Elles sont cependant toutes composées d'au moins un oxydant (souvent du chlorate de potassium ou du nitrate de potassium) et d'un carburant (cellulose, lactose, sucre, etc.). Certaines formules contiennent également du zinc, du titane, certains chlorures ou encore du phosphore afin de produire des composés tels le chlorure de titane, permettant de créer une fumée opaque lors de la combustion.
Les fumigènes colorés sont réalisés à l'aide de colorants organiques (minimum 30 %) ayant une température de décomposition et un point d'évaporation assez hauts combinés à un mélange carburant/oxydant ayant une température de combustion relativement basse afin d'éviter la décomposition du colorant.

## Toxicité
De nombreux fumigènes ou certains de leurs composants présentent une certaine toxicité,. Les fumées de tir de fumigènes sont essentiellement composés de nanoparticules qui se comportent presque comme des gaz, capables donc de s'insinuer partout (ce pourquoi la fumigation de pesticides a été très utilisée), et de profondément pénétrer les poumons, jusque dans les alvéoles pulmonaires. Même les feux de Bengale utilisés lors des feux d'artifice ou ailleurs présentent une toxicité. Une étude récente (2017) montre que le type de colorant utilisé joue également. 